# Phường 6, Quận 10

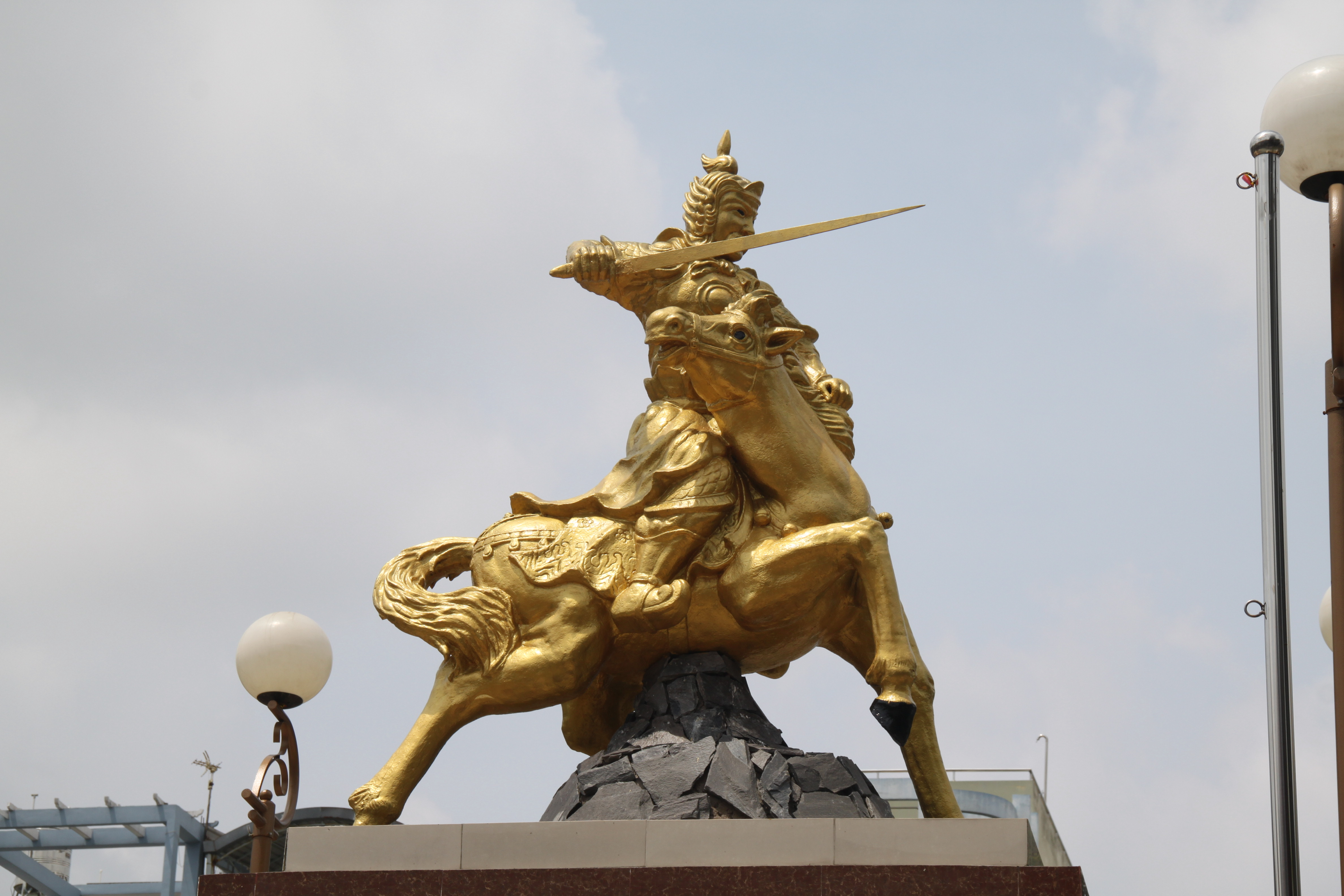

Phường 6 là một phường thuộc Quận 10, Thành phố Hồ Chí Minh, Việt Nam. Phường 6 có diện tích 0,22 km², dân số năm 2021 là 8.032 người,  mật độ dân số đạt 36.509 người/km².